# Contea di Vance
La contea di Vance, in inglese Vance County, è una contea dello Stato della Carolina del Nord, negli Stati Uniti. La popolazione al censimento del 2000 era di 42 954 abitanti. Il capoluogo di contea è Henderson.